# Comuna Sinești, Vâlcea
Sinești este o comună în județul Vâlcea, Oltenia, România, formată din satele Ciucheți, Dealu Bisericii, Mijlocu, Popești, Sinești (reședința) și Urzica. Cuprinde 6 sate.

## Demografie
Componența etnică a comunei Sinești
     Români (94,18%)
     Alte etnii (0%)
     Necunoscută (5,82%)
Componența confesională a comunei Sinești
     Ortodocși (92,3%)
     Adventiști (1,1%)
     Alte religii (0,6%)
     Necunoscută (6,01%)
Conform recensământului efectuat în 2021, populația comunei Sinești se ridică la 2.181 de locuitori, în scădere față de recensământul anterior din 2011, când fuseseră înregistrați 2.297 de locuitori. Majoritatea locuitorilor sunt români (94,18%), iar pentru 5,82% nu se cunoaște apartenența etnică. Din punct de vedere confesional, majoritatea locuitorilor sunt ortodocși (92,3%), cu o minoritate de adventiști (1,1%), iar pentru 6,01% nu se cunoaște apartenența confesională.

## Politică și administrație
Comuna Sinești este administrată de un primar și un consiliu local compus din 11 consilieri. Primarul, Cristian Burleanu[*], de la Partidul Social Democrat, este în funcție din 2016. Începând cu alegerile locale din 2024, consiliul local are următoarea componență pe partide politice:
|  | Partid                    | Consilieri | Componența Consiliului | Componența Consiliului | Componența Consiliului | Componența Consiliului | Componența Consiliului | Componența Consiliului | Componența Consiliului | Componența Consiliului | Componența Consiliului |
|  | ------------------------- | ---------- | ---------------------- | ---------------------- | ---------------------- | ---------------------- | ---------------------- | ---------------------- | ---------------------- | ---------------------- | ---------------------- |
|  | Partidul Social Democrat  | 9          |                        |                        |                        |                        |                        |                        |                        |                        |                        |
|  | Partidul Național Liberal | 2          |                        |                        |                        |                        |                        |                        |                        |                        |                        |